# 约斯特·范·登·冯德尔

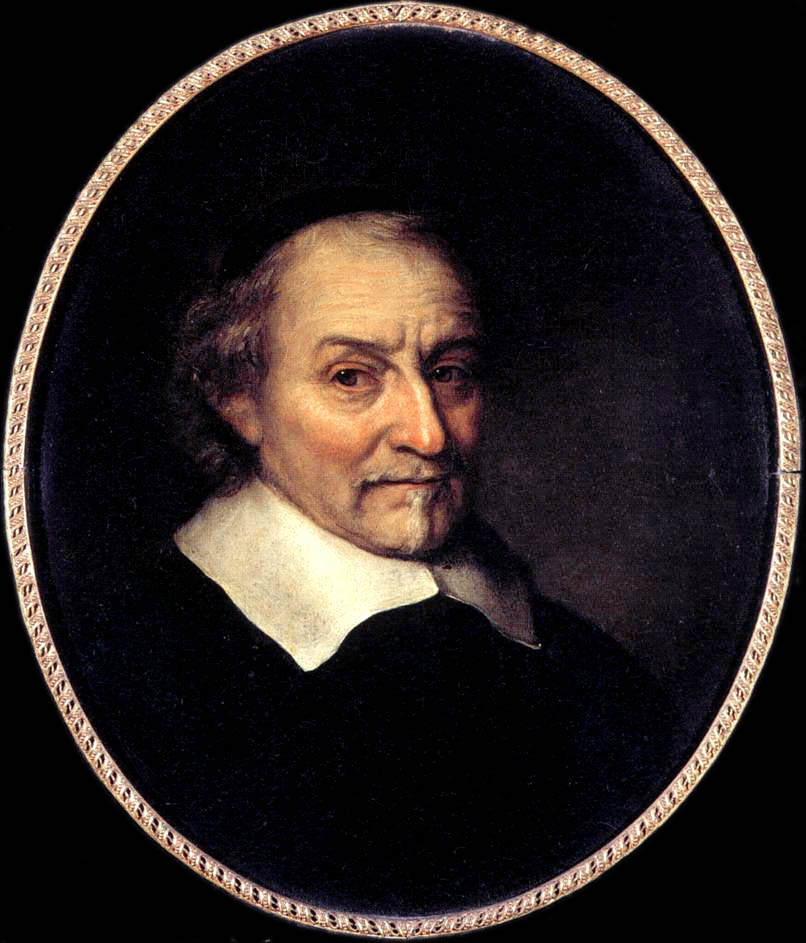
约斯特·范·登·冯德尔

约斯特·范·登·冯德尔 （荷蘭語：Joost van den Vondel，荷蘭語發音：[ˈjoːst fɑn dəɱ ˈvɔndəl]，1587年—1679年），17世紀荷蘭黃金時代的詩人和劇作家，善於悲劇，被認為是17世紀最傑出的荷蘭詩人和劇作家。他在2004年票選最偉大的荷蘭人當中，排名第五十三。

## 评价
從他的時代開始至今，他的劇本不但最常被搬上舞台，其描繪施洗者約翰一生的史詩《喬安妮斯·德·波德格森》（1662年），更被認為是荷蘭最偉大的史詩。經常會有人定期地上演他的戲劇作品，歷史劇海斯布雷赫特·范阿姆斯特尔（從1637-1968年都會在元旦演出）是其中最壯觀也最盛大的年度演出。
一直到他年近八十的耄耋高齡之前，馮德爾都是個多產的作家，許多著名的劇作諸如《路西法》、《流放中的亞當》，都是在1650年（他已65歲）之後才寫成。他的傑作有:
- 《晨星》（1654年）
- 《流放中的亞當》（1664年）
- 《諾亞》（1667年）

他的诗作以讽喻诗、颂词最多。其讽喻诗大都描写兩位國家領袖：荷兰执政毛里斯亲王与大議長约翰·范·奥尔登巴内费尔特的政治鬥爭，以及兩派激烈的宗教衝突。

## 相關
- 冯德尔公园